# Camille Melloy
Camille Melloy (1891-1941) est un prêtre catholique et un poète belge de langue française.
Écrivain actif durant l’entre-deux-guerres et dont l’œuvre s’inscrit dans le courant de la renaissance littéraire catholique, Melloy a également été un pont entre les littératures belges d’expression française et néerlandaise : il a entre autres traduit en français des auteurs flamands tels que Félix Timmermans et Stijn Streuvels.

## Biographie

### Jeunesse
Camille De Paepe naît le 28 janvier 1891 à Melle, un village proche de Gand qui lui inspirera son nom de plume. Il est le cadet de sept enfants issus d’une famille flamande d’origine paysanne ; son père est cordonnier.
Après avoir poursuivi toute sa scolarité primaire en néerlandais, Melloy entre en 1903 au collège Saint-Joseph, alors francophone, des pères Joséphites à Grammont. Il entame en 1906 son noviciat et prononce ses vœux temporaires en 1908.
L’année suivante, il étudie la philologie romane à l’université de Louvain. Ayant obtenu son doctorat en 1913, il enseigne le français au collège de la Sainte-Trinité (nl) de Louvain, tout en poursuivant des études en philosophie thomiste.

### Première Guerre mondiale
Quelques semaines après le début de la Première Guerre mondiale, Melloy prononce ses vœux perpétuels. Ses supérieurs l’envoient ensuite au Saint George’s College (en) de Weybridge, dans le sud-est de l’Angleterre.
Appelé sous les armes, il est de retour sur le continent en 1915 et reçoit une formation de brancardier à Auvours. Il est ensuite envoyé sur le front, en 1916, dans le secteur de Dixmude où il frôle la mort après avoir contracté le typhus.
Durant sa convalescence, il collabore à quelques journaux de tranchées dans lesquels il écrit ses premiers vers, tant néerlandais que français, ces derniers ayant selon lui plus de succès,.

### Littérature, enseignement et voyages
Après-guerre, Camille Melloy enseigne à nouveau au collège de la Sainte-Trinité où il compte notamment parmi ses élèves Charles de Trooz, Félicien Marceau – qui fera en 1968 un portrait pittoresque de son professeur dans Les Années courtes – et le futur historien de la littérature René Felix Lissens (nl).
Melloy est consacré prêtre en 1921. L’année suivante, il publie Le Beau réveil : ce recueil d’essais célèbre la renaissance littéraire catholique représentée par les figures de Paul Claudel, de Francis Jammes, de Léo Latil, mais aussi de Guido Gezelle, le poète flamand de langue néerlandaise que Melloy qualifie de maître inconnu.
En 1923 paraît son premier recueil poétique, Le Soleil sur le village, où l’influence de Paul Verlaine est perceptible.
Camille Melloy est de retour à Melle en 1928 : il est chargé de donner cours aux classes de poésie et de rhétorique du collège joséphite du lieu. Quoique l’enseignement soit en français, Melloy initie aussi ses élèves à la littérature néerlandaise.
Dans les années 1930, il effectue plusieurs voyages, en Scandinavie, en Allemagne (Oberammergau), en Italie (à Assise notamment), en Suisse et aux Pays-Bas ; en 1935, lors d’une croisière en Méditerranée qui le mène en Grèce, en Syrie et en Palestine, il est entre autres accompagné des écrivains Stijn Streuvels et Antoon Coolen.
Au début de 1939, il est nommé aumônier-directeur de l’abbaye de Roosenberg, à Waesmunster.
Camille Melloy meurt à la clinique de Saint-Nicolas le 1er novembre 1941 après avoir subi une intervention chirurgicale à la vésicule biliaire. Le 5 novembre, les funérailles ayant été célébrées à Waesmunster, il est inhumé à Melle.

## Distinctions

### Prix littéraires
En 1930, le Comité de littérature spiritualiste décerne à Melloy le Prix de littérature spiritualiste (prix Claire Virenque) pour Le Parfum des buis et, en 1932, Retour parmi les hommes est récompensé du prix Artigue de l’Académie française.
Le recueil Enfants de la terre est couronné en 1933 du prix Eugène Schmits de l’Académie royale de langue et de littérature françaises de Belgique et en 1934 du prix Edgar Poe de la Maison de Poésie,.
À titre posthume, l’Académie royale lui attribue en 1942 le prix Auguste Michot pour l’ensemble de son œuvre.

### Distinctions honorifiques
Le 14 avril 1937, sur proposition du ministre de l’Instruction publique Julius Hoste, Camille Melloy est nommé chevalier de l’ordre de la Couronne pour ses services à la littérature.
En 1938, il est nommé chevalier de la Légion d’honneur.

## Œuvres

### Poésie
- 1923 – Le Soleil sur le village, poèmes, précédés des Chansons à mi-voix
- 1927 – Vingt-sept petites élégies
- 1929 – Le Parfum des buis
- 1931 – Retour parmi les hommes
- 1932 – Louange des saints populaires
- 1933 – Enfants de la terre
- 1935 – Le Chemin de la croix
- 1937 – Le Miserere du trouvère (couverture d’Élisabeth Ivanovsky)
- 1939 – Variations sur des thèmes impopulaires
- 1940 – Trois marches pour le temps de Noël
- 1941 – Requiem

### Prose
- 1931 – L’Offrande filiale
- 1936 – Voyages sans Baedeker (récit de voyage)
- 1939 – Suomi ou le Bonheur en Finlande (récit de voyage)
- 1941 – Philippe Dariot (roman)
- 1942 – Une vie de chien (nouvelle)

### Essais
- 1922 – Le Beau Réveil, disponible sur Internet Archive
- 1930 – Zodiaque spirituel : Réflexions chrétiennes sur les XII mois de l’année (préface d’André Mabille de Poncheville)
- 1938 – Le Catholicisme en Finlande

### Littérature d’enfance et de jeunesse
- 1933 – Le Blé, ce beau trésor, lire en ligne sur Gallica
- 1933 – Sur la Terre comme au ciel
- 1934 – Cinq contes de Noël
- 1935 – Ave Maria
- 1936 – Le Petit Flouc (illustrations d’Élisabeth Ivanovsky)
- 1936 – L’Âne de Bethléem
- 1936 – Blacky, chien et autres récits, illustrations Pierre Ickx
- 1936 – Contes de Noël et d’Épiphanie
- 1937 – Le Jongleur de Dieu
- 1939 – Le Manteau du roi et autres contes de Noël
- 1940 – On verra bien
- 1941 – Comment Eero parcourut la Finlande
- 1943 – Prince et autres contes finlandais

### Traductions
- Herman de Man (nl)
  - Maria et son charpentier, [« Maria en haar timmerman »], 1941
- Stijn Streuvels
  - Contes à Poucettes, [« Prutske's vertelselboek »], 1935
  - L’Enfant de Noël, [« Het kerstekind »], traduit sous le pseudonyme de Gauthier d’Ys, 1935
- Félix Timmermans
  - Triptyque de Noël, [« Driekoningentriptiek »], 1931
  - La Harpe de saint François, [« De harp van Sint-Franciscus »], 1933
  - Timmermans raconte – Choix de contes et de nouvelles, 1941
- Marie van Zeggelen (nl)
  - Les Débuts d’Arlequin, [« Hoe Harlekijntje aan zijn pakje kwam »], traduit sous le pseudonyme de Gauthier d’Ys, 1937